# Dimorphella
Dimorphella là một chi rêu trong họ Hypnaceae.